# Parableta riparia
Parableta riparia är en insektsart som beskrevs av Piza Jr. 1981. Parableta riparia ingår i släktet Parableta och familjen vårtbitare. Inga underarter finns listade i Catalogue of Life.